# Flygolyckan i Omdurman 2025
Den 25 februari 2025 havererade en Antonov An-26 tillhörande Sudans flygvapen i ett tätbebyggt område i Omdurman nära militärflygplatsen Wadi Sayyidna. 17 personer befann sig ombord på planet. Samtliga omkom, och ytterligare minst 29 människor på marken miste livet. Planet skall enligt vittnesuppgifter ha flugit ovanligt lågt och brunnit innan det träffade marken. Olyckan är under utredning.